# Великая привилегия

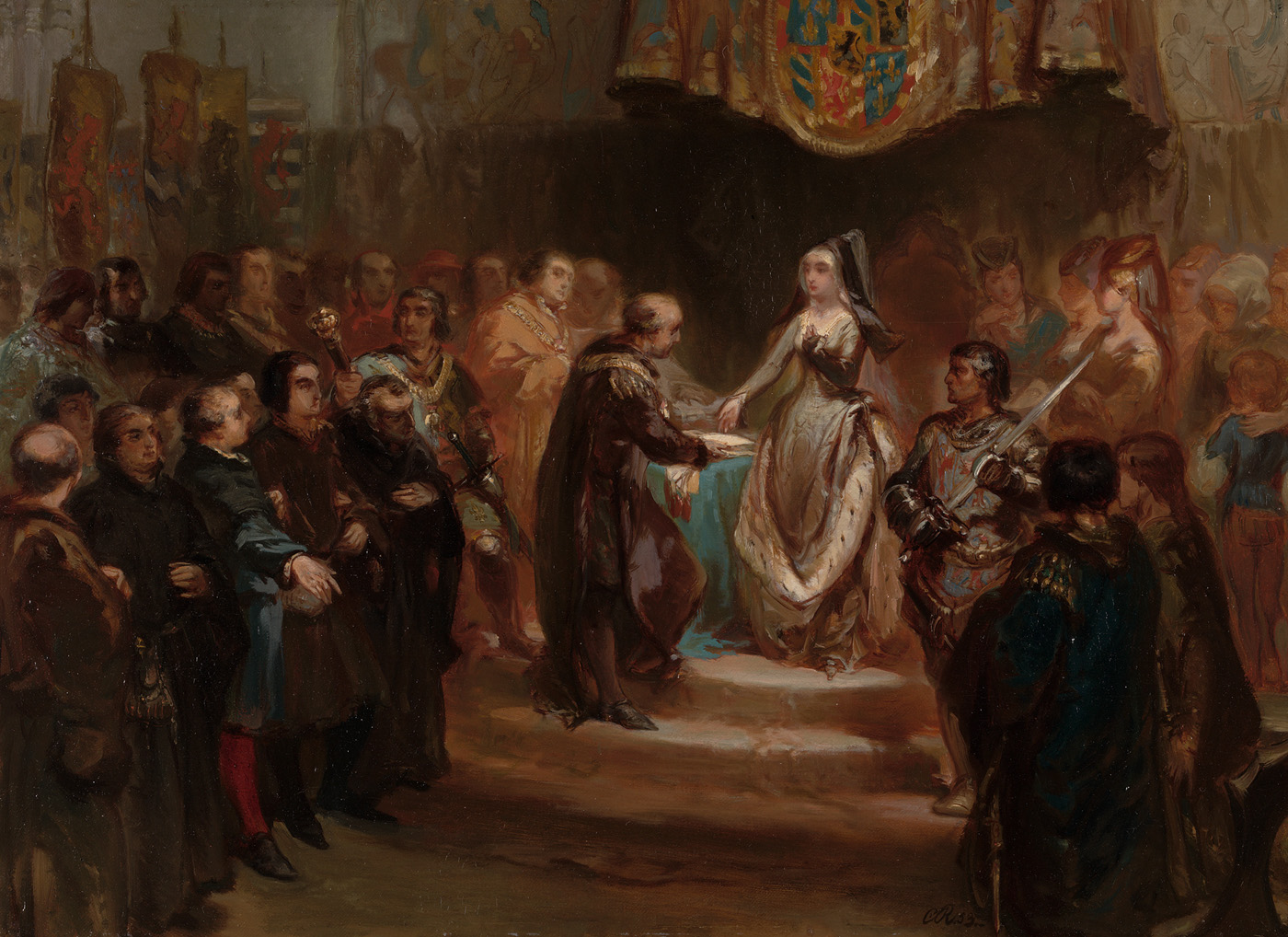
Карл Рохуссен. Мария Бургундская дарует Великую привилегию (1853 г.).

Великая привилегия — подписанный 11 февраля 1477 г. герцогиней Марией Бургундской документ, подтверждавший ряд привилегий Генеральных штатов Нидерландов. По этому соглашению провинции и города Фландрии, Брабанта, Эно и Голландии восстановили все местные и общинные права, которые были отменены декретами прежних герцогов Карла Смелого и Филиппа Доброго с целью создать централизованное государство по французскому образцу из своих отдельных владений в Нидерландах.

## Предыстория
После гибели герцога Бургундии Карла Смелого 5 января 1477 г. в битве при Нанси, его дочь Мария Бургундская стала правительницей в возрасте 19 лет. В то время её брак с Максимилианом I ещё не был заключен, она в одиночестве была вынуждена защищать свои владения от Франции, чей король Людовик XI захватил Бургундию и Франш-Конте, а также вторгся в Артуа и Пикардию. Среди её собственных граждан было большое недовольство, что ничуть не облегчало положение Марии. Герцогство Гельдерн и княжество-епископство Льеж уже объявили о своей независимости. Поэтому 3 февраля 1477 г. было созвано срочное собрание Генеральных штатов, которые были готовы признать и поддержать Марию Бургундскую своими финансами, но только с предоставлением различных уступок.
Великая привилегия, дарованная Марией, удовлетворила большую часть требований и жалоб Штатов. Они сводились к недовольству централизованным управлением Бургундскими Нидерландами. Власть центрального правительства должна была быть ограничена рядом положений, в то время как власть отдельных провинций должна была быть увеличена. После принятия Великой Привилегии авторитет Марии, казалось, был восстановлен. Выяснилось, что во время её путешествия по всем штатам Нидерландов каждое княжество само по себе ещё имело немалые потребности. Эти индивидуальные потребности также были удовлетворены Марией и стали известны как земельные привилегии.

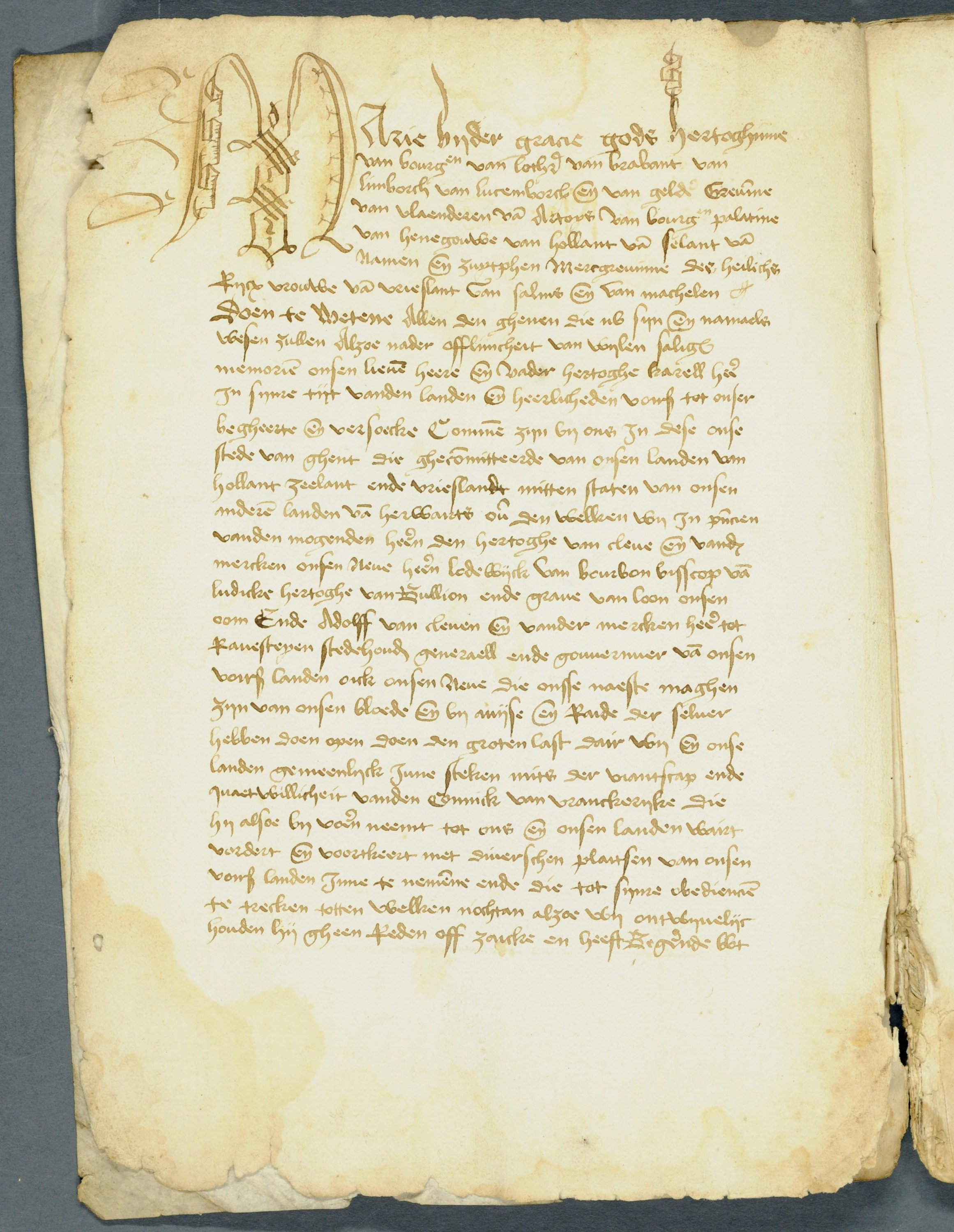
Первая страница Великой привилегии.

## Содержание
Основными положения:
- Парламент Мехелена и Главное бухгалтерское управление были упразднены.
- Был создан Большой совет из 24 членов, чтобы помочь Марии в управлении.
- Особые обычаи каждого из регионов были закреплены, так что идентичность частного права оставалась гарантированной.
- Герцогине не разрешалось выходить замуж, объявлять войну или взимать налоги без согласия Штатов.
- Должности в регионе могут занимать только жители провинции.
- Подозреваемые могут обращаться в суд только в своей провинции.
- Штаты могут по своему усмотрению проводить сессии в любом месте и в любое время.
- В голландскоязычных провинциях правительственные указы должны были быть написаны на голландском, а не на французском языке.
- Восстановление Счетной палаты в Гааге

## Наследие
Многие аспекты Великой Привилегии игнорировались, поскольку положение Марии укреплялось. После смерти Марии в 1482 г. Максимилиан I как опекун их сына Филиппа Красивого, отменил договор. Фламандские города восстали, чтобы сохранить свою автономию, но в конечном итоге потерпели неудачу.